# 린하이펑
임해봉(林海峰(린 카이호, 린 하이펑), 1942년 5월 6일~)은 일본에서 주로 활약하는 타이완의 바둑 기사이자 일본기원 소속으로, 상하이 출생이다. 푸저우 출신의 국수 오 청원의 문하생으로 유명했다.

## 생애
임해봉의 아버지인 임국규(林國珪(린궈구이), 1893년~1955년)는 국민정부 본토 대륙 시대의 외교관이었다. 아버지 임국규(당시 일본 이름: 하야시 우미사키)의 막내아들 임해봉은 1942년 5월 6일 국민정부 본토 대륙 시대 중화민국 장쑤 성 상하이에서 출생했고, 1945년 8월 15일 제2차 세계 대전 종전 직후 일가족들과 함께 저장 성 항저우로 이사를 떠났다가, 이듬해 1946년 다시 일가족들과 함께 중화민국 타이완 성 타이베이로 이주하였고, 1951년 7월경에 타이완을 방문한 바둑 기사 오청원의 눈에 띄어 이듬해 1952년 3월에 일본으로 도일, 오의 문하에 들어갔다. 1955년 3월 프로 바둑 입단하여 1967년 9단 승단하였고, 이후 통산 타이틀 획득 수 35개를 기록, 통산 1천366승(2011년 4월 현재)이라는 진기록을 남겼는데 2010년에 조치훈에게 깨질 때까지 일본 역대 최다승 기록 보유자였다.

## 약력
- 1955년 3월: 입단. 당시 12세 기록으로 조치훈에게 깨질때까지 최연소 입단 기록.
- 1955년 8월: 아버지 린궈구이가 병으로 인해 일본의 오사카에서 향년 62세로 별세.
- 1965년: 구 명인전 우승, 3연패(1965~1968)
- 1968년: 제23기 혼인보전 우승, 3연패(1968~1970)
- 1969년: 구 명인전 우승
- 1970년: 제17기 NHK배 우승
- 1971년: 구 명인전 우승, 3연패(1971~1973)
- 1973년: 제21기 왕좌전 우승
- 1974년: 제21기 NHK배 우승
- 1977년: 제2기 명인전 우승
- 1978년: 제25기 NHK배 우승
- 1983년: 제38기 혼인보전 우승, 2연패(1983~1984)
- 1988년: 제1회 후지쯔배 준우승, 제1회 응씨배 4강
- 1989년: 제2회 후지쯔배 준우승, 제15기 천원전 우승, 5연패(1989~1993)
- 1990년: 제3회 후지쯔배 우승, 제3회 동양증권배 준우승, 제9기 NEC배 우승
- 1994년: 제19기 작은기성전 우승
- 1995년: 제10회 중일 슈퍼 대항전 일본대표로 출전
- 1996년: 제3회 응씨배 4강, 제1회 삼성화재배 16강
- 2001년: 제14회 후지쯔배 3위
- 2004년: 제5회 농심배 일본대표로 출전, 제1회 중환배 16강
- 2015년: 조치훈에 이어 사상 2번째로 1400승을 달성.

## 국제 기전 성적
| 기전       | 1988   | 1989   | 1990   | 1991 | 1992 | 1993 | 1994 | 1995 | 1996 | 1997 | 1998 | 1999 | 2000 | 2001 | 2002 | 2003 | 2004 | 2005 | 2006 |   |
| ---------- | ------ | ------ | ------ | ---- | ---- | ---- | ---- | ---- | ---- | ---- | ---- | ---- | ---- | ---- | ---- | ---- | ---- | ---- | ---- | - |
| 잉씨배     | 4강    | -      | -      | -    | 8강  | -    | -    | -    | 4강  | -    | -    | -    | 8강  | -    | -    | -    | ×    | -    | -    |   |
| 후지쯔배   | 준우승 | 준우승 | 우승   | 16강 | 16강 | 24강 | 4강  | 8강  | ×    | 8강  | ×    | ×    | ×    | 3위  | 16강 | ×    | ×    | ×    | ×    |   |
| 동양증권배 | ×      | ×      | 준우승 | -    | 8강  | 8강  | ×    | 16강 | -    | ×    | 8강  | 중지 | -    | -    | -    | -    | -    | -    | -    | - |
| 삼성화재배 | -      | -      | -      | -    | -    | -    | -    | -    | 16강 | 32강 | ×    | ×    | ×    | ×    | ×    | ×    | ×    | ×    | ×    |   |
| LG배       | -      | -      | -      | -    | -    | -    | -    | -    | ×    | ×    | ×    | ×    | ×    | ×    | ×    | ×    | ×    | ×    | ×    |   |
| 춘란배     | -      | -      | -      | -    | -    | -    | -    | -    | -    | -    | ×    | ×    | ×    | -    | 24강 | -    | ×    | -    | ×    |   |
| 도요타배   | -      | -      | -      | -    | -    | -    | -    | -    | -    | -    | -    | -    | -    | -    | ×    | -    | ×    | -    | 32강 |   |
| 중환배     | -      | -      | -      | -    | -    | -    | -    | -    | -    | -    | -    | -    | -    | -    | -    | -    | 16강 | ×    | -    |   |
| TV아시아   | ×      | ×      | ×      | ×    | ×    | ×    | ×    | ×    | ×    | ×    | ×    | ×    | ×    | ×    | ×    | ×    | ×    | ×    | ×    |   |
| 농심배     | -      | -      | -      | -    | -    | -    | -    | -    | -    | -    | -    | ×    | ×    | ×    | ×    | 0:1  | ×    | ×    | ×    |   |